# Macchie di Roth
Le macchie di Roth sono emorragie retiniche con un centro pallido composto da coaguli di fibrina. Sono tipicamente osservate mediante fundoscopia.
Sono causate da una vasculite immunomediata conseguente a endocardite batterica.
Le macchie di Roth sono osservate anche nella leucemia, diabete, endocardite batterica subacuta, anemia perniciosa.